# Hora de cerrar
Hora de cerrar (Closing Time) es el duodécimo episodio de la sexta temporada moderna de la serie británica de ciencia ficción Doctor Who, emitido originalmente el 24 de septiembre de 2011. Funciona como secuela de El inquilino, y en él regresa el personaje de aquel episodio, Craig, interpretado por James Corden.

## Argumento
Han pasado cerca de 200 años para el Undécimo Doctor desde que dejó a Amy Pond y Rory Williams en El complejo de Dios, y está haciendo un viaje de despedida de sus amigos, ya que sabe que sólo le queda un día antes de su muerte (El astronauta imposible). Se detiene a ver a Craig (El inquilino) que vive con su pareja Sophi en una casa nueva y está cuidando de su bebé, Alfie. Craig, esforzándose por cuidar de Alfie solo mientras Sophie está fuera el fin de semana, sospecha que el Doctor está investigando algo alienígena. El Doctor se dispone a irse, pero nota una extraña perturbación eléctrica en la zona, y decide investigar.
Más tarde, Craig, mientras está en unos grandes almacenes con Alfie, descubre al Doctor trabajando en la sección de juguetería. El Doctor revela que ha seguido la pista de las perturbaciones eléctricas hasta la tienda, y está usando el trabajo para poder investigar más, oyendo rumores de la desaparición de varias dependientas y la visión de una "rata de plata". El Doctor y Craig entran un ascensor y se encuentran teletransportados a una nave espacial Cyberman. Un Cyberman sale de la oscuridad y se acerca a ellos, pero el Doctor logra invertir el teletransporte y desactivarlo. Mientras Craig vuelve a casa, el Doctor ve a Amy y Rory de compras, pero decide quedarse fuera de su vista.
Con la ayuda de Craig, el Doctor entra en la tienda tras la hora de cerrar, y captura a una Cybermat que ha estado enviando pequeñas cantidades de energía a la nave espacial. El Doctor también encuentra un Cyberman estropeado en el sótano del edificio, y se muestra curioso acerca de cómo llegó a la tienda. En casa de Craig, mientras los dos están distraídos, la Cybermat se reactiva, pero logran detenerla, y el Doctor la reprograma para localizar la señal de los Cybermen.
El Doctor se va solo a localizar a los Cybermen de la tienda, pero Craig le sigue llevando a Alfie con él. El Doctor encuentra que la nave está en realidad debajo de la tienda, bajo tierra, accesible a través de un túnel en los probadores. La nave ha estado absorbiendo poco a poco energía de la tienda, reactivando a su tripulación. Los Cybermen capturan al Doctor, y le dicen que su nave se estrelló hace mucho tiempo, pero, con esta nueva energía, pronto tendrán poder suficiente para convertir a la raza humana.
Craig, dejando a Alfie con la dependienta Val, sigue al Doctor hacia el túnel, y también es capturado, y colocado en la máquina de conversión. El Doctor revela su propia muerte inminente y le pide a Craig que luche, pero la conversión parece estar completa. Los lloros de Alfie a través del circuito cerrado de televisión resuenan en la nave. Craig, animado por el Doctor diciéndole de que es su oportunidad de ser un padre, lucha y revierte la conversión. El resto de los Cybermen experimentan el dolor de las emociones que han reprimido de la lucha de Craig y sus circuitos comienzan a sobrecargarse. El Doctor escapan por el teletransporte cuando la nave explota, conteniendo la onda expansiva la caverna. Craig se reúne con Alfie mientras el Doctor se marcha sin que se den cuenta. Cuando Craig regresa a casa encuentra al Doctor ya allí, habiendo usado el viaje en el tiempo para limpiar la casa. El Doctor le dice a Craig que Alfie ahora tiene una opinión mucho mejor de su padre, y se marcha justo antes de que regrese Sophie.
Cerca, el Doctor le dice a la TARDIS que sabe que este es su último viaje con ella, y le ofrece unas palabras de despedida a un pequeño grupo de niños. En el futuro lejano, River Song, recién doctorada en arqueología, lee los registros que esos niños escribieron cuando eran adultos, y también ve la fecha y localización de la muerte del Doctor. La interrumpe Madame Kovarian y los agentes del Silencio. Kovarian le dice que ella aún les pertenece, y que será ella la que mate al Doctor. Contra la voluntad de River, la introducen en una versión aumentada del traje de astronauta y la sumergen en el lago Silencio a esperar al Doctor...

### Continuidad
Han pasado 200 años para el Doctor desde El complejo de Dios, por lo que ahora tiene la edad de la versión que apareció en El astronauta imposible. Pasó ese tiempo "moviéndose por el tiempo" para Amy y Rory, algo que se ve al principio de aquel episodio. El Doctor se lleva del piso de Craig  los sobres azules que usó para llamar a sus acompañantes, y este también le regala el sombrero Stetson que lleva al principio de El astronauta imposible. Desde la perspectiva de River, este episodio tiene lugar inmediatamente antes del pícnic en ese episodio, y se confirma que ella era el epónimo astronauta del episodio.
Las Cybermats aparecen por primera vez en la serie moderna. En la serie clásica, aparecieron en Tomb of the Cybermen (1967), The Wheel in Space (1968) y Revenge of the Cybermen (1975). El Doctor examina un juguete y dice, "Perro robótico; no tan divertido como recordaba", aludiendo a K-9, un perro robótico que acompañó al Cuarto Doctor. El Doctor dice que "habla 'bebé'", como hizo en Un hombre bueno va a la guerra. El Doctor expresa su disgusto hacia la "redecoración" de la casa de Craig usando una frase del Segundo Doctor (Patrick Troughton) en The Three Doctors (1973) y The Five Doctors (1983) y que el Décimo Doctor le repetiria al Undécimo al ver su redecoración de la TARDIS en El día del Doctor.
Amy se ha convertido en una persona famosa, apareciendo en un anuncio del perfume Petrichor con el eslogan "Para la chica que está harta de esperar". El concepto del petrichor se usó como contraseña psíquica en La mujer del Doctor, y significa "el olor de la tierra después de la lluvia".

## Producción
El escritor Gareth Roberts dijo en una entrevista que estaba considerando traer de vuelta el personaje de James Corden en El inquilino, diciendo que "ya lo sentía como si fuera parte de la familia Who". El show runner Steven Moffat quedó encantado con El inquilino, un episodio que dijo estaba "muy cerca de mi corazón", y quería traer a Craig de vuelta. Comentó que para Corden fue un cambio de aires, al soler ser elegido para hacer de "el gracioso"; ya que Craig es "el hombre ordenado para el chiflado Doctor". El director Steve Hughs comparó al Doctor y Craig con famosos dúos cómicos como Laurel y Hardy, Abbott y Costello y Simon Pegg y Nick Frost. Aunque se pretende que la mayor parte del episodio sea cómica, también prepara el escenario para La boda de River Song y la inminente muerte del Doctor. La escena final "seria", escrita por Moffat, concluía los eventos en la vida de River que se habían intuido desde Carne y piedra. Otros títulos que sugirió Roberts para el episodio fueron entre otros Everything Must Go (Todo debe marcharse), The Last Adventure (La última aventura) y Cyberman and a Baby (Un Cyberman y un bebé).
También fue idea de Roberts traer de vuelta a los Cybermen, porque no había otros monstruos que regresaran en la temporada, y pensó que "le daría un sentido de historia a la batalla final del Doctor para salvar la Tierra antes de dirigirse a su encuentro con la muerte". Pensó que esto concordaba con la temática de "muerte y oscuridad persistente" que había caracterizado a la sexta temporada. Roberts quería que el público llegara a creer que Craig realmente podría llegar a ser convertido. Moffat pensó que la conclusión de "hacer explotar a los Cybermen con amor" era la versión Doctor Who de un padre estrechando lazos con su hijo. Roberts pensó que la representación de los Cybermen en el episodio los colocó en el "eje tonto/aterrador" que era común en Doctor Who.
El papel reducido de Daisy Haggard como Sophie fue porque estaba haciendo la obra Becky Shaw en el Almeida Theatre en Londres. En el episodio hace su tercera colaboración con Doctor Who Lynda Baron, después de interpretar la canción Ballad of the Last Chance Saloon en The Gunfighters (1966), e interpretar a Wrack en Enlightenment (1983).

## Emisión y recepción
Las mediciones nocturnas de audiencia fueron de 5,3 millones de espectadores, siendo el segundo programa más visto en su horario. Cuando se calcularon las mediciones definitivas, aumentaron a 6,93 millones de espectadores, siendo el segundo programa más visto del día, sólo superado por The X Factor. La puntuación de apreciación fue de 86, considerado "excelente".
El episodio recibió generalmente críticas positivas, sobre todo alabando la interacción cómica entre Smith y Corden. Dan Martin de The Guardian cuestionó la decisión de emitir un episodio individual como penúltimo de la temporada, diciendo que Hora de cierrar "era en cierto modo una curiosidad", así como escribiendo positivamente sobre la actuación de Smith y Corden "a lo Laurel y Hardy". Sin embargo, pensó que los Cybermen habían sido privados de su amenaza. Martin después lo clasificó como el octavo mejor episodio de la temporada, sin contar La boda de River Song en la lista. Gavin Fuller del Daily Telegraph le dio al episodio 3,5 estrellas sobre 5, comparando favorablemente la interpretación de Smith con la de Patrick Troughton. Neela Debnath de The Independent dijo que era "un intrigante cambio de ritmo" y tuvo éxito con "los grandes momentos cómicos" y la "brillante química entre el Doctor y Craig". Alabó a Corden por destacar tras su interpretación "intermedia" en El inquilino.
Patrick Mulkern, de Radio Times, pensó que el final era una "sobrecarga emocional... ¿pero que mejor forma de encargarse con los privados emocionalmente Cybermen?". Le encantó el "dulce cameo" de Amy y Rory y la "tensa coda" entre River Song y Kovarian. Keith Phipps de The A.V. Club le dio a Hora de cerrar una nota de Notable alto, pensando que el episodio iba más sobre pequeños momentos de personajes que sobre una trama Cybermen. Aunque pensó que tenía menos fuerza que El inquilino, alabó la forma en que supuso un descanso antes del final de la temporada para sacar el lado más tierno del Doctor. Morgan Jeffery de Digital Spy alabó a Smith, Corden y Lynda Baron como Val, y pensó que era un "descanso" tener un episodio divertido tras dos fuertemente emocionales. Sin embargo, no lo encontró tan bueno como El inquilino, y pensó que los Cybermen estuvieron "desperdiciados", citando la conclusión de hacerlos explotar con amor como "insatisfactoria". Andrew Blair de Den of Geek defendió a los Cybermen en el episodio, opinando que el episodio sacó a relucir la tragedia de ellos apenas sobreviviendo y teniendo que convertir a la gente mecánicamente sin ningún entendimiento emocional de la situación.
Matt Risley de IGN le dio al episodio un 7,5 sobre 10, alabando la química entre Smith y Corden, así como la interacción de Smith con el bebé, pero quedó decepcionado con los Cybermen, de quienes dijo "nunca demostraron de verdad la amenaza o el terror que los fans saben que ellos son capaces de mostrar". Rob Power de SFX le dio al episodio 3,5 estrellas sobre 5, diciendo que "funcionó bien" como episodio de ambiente ligero antes del final y con unos Cybermen "propiamente malos". Aunque pensó que a los Cybermen les faltaba una "amenaza real" y que Craig escapó "de forma cutre", consideró que el enfoque principal estaba en la "gira de despedida" del Doctor, y alabó la interpretación de Smith. Pensó que los momentos de "mirada triste, solitaria y resignada" le añadían peso a "lo que de otra forma habría sido un episodio flojo". Power también alabó el final por juntar las piezas para la conclusión, aunque pensó que la escena final con River song la pareció "un poco metida con calzador". Charlie Jane Anders de io9 lo describió como "una secuela que merece la pena" y "un toque de comedia bienvenido", y fue positivo por la "dulce" exploración del autoaborrecimiento del Doctor que probaba que el universo le necesitaba. Sin embargo, a Anders le molestó la broma recurrente de que al Doctor y Craig les confundieran con una pareja gay, y los estereotipos en los que descansaba el episodio, como el "padre perdido" y las dependientas ignorantes.